# Heteroscorpion goodmani
Heteroscorpion goodmani är en skorpionart som beskrevs av Wilson R. Lourenço 1996. Heteroscorpion goodmani ingår i släktet Heteroscorpion och familjen Heteroscorpionidae. Inga underarter finns listade i Catalogue of Life.